# Discografia de Yellow Magic Orchestra
Yellow Magic Orchestra (YMO) é uma influente banda japonesa de música eletrônica formada em 1978. Reconhecida por sua fusão única de sintetizadores, ritmos eletrônicos e influências da música tradicional japonesa, YMO é frequentemente creditada por ter ajudado a definir o cenário da música eletrônica globalmente. O grupo é composto por Haruomi Hosono, Ryuichi Sakamoto e Yukihiro Takahashi, cada um contribuindo com sua própria expertise musical e visão artística para o som distintivo do YMO.

## Álbuns de estúdio
| Ano  | Detalhes dos álbuns                                                                                      | Posições de pico no gráfico | Posições de pico no gráfico |
| Ano  | Detalhes dos álbuns                                                                                      | JP                          | US                          |
| ---- | --- | --------------------------- | --------------------------- |
| 1978 | Yellow Magic Orchestra - Lançamento: 25 de Novembro de 1978 - Gravadora: Alfa Records - Formatos: LP     | 17                          | 81                          |
| 1979 | Solid State Survivor - Lançamento: 25 de Setembro de 1979 - Gravadora: Alfa Records - Formatos: LP       | 1                           | –                           |
| 1980 | ×∞ Multiplies (a.k.a. Zoshoku) - Lancamento: 5 de Junho de 1980 - Gravadora: Alfa Records - Formatos: EP | 1                           | 177                         |
| 1981 | BGM - Lançamento: 21 de Março de 1981 - Gravadora: Alfa Records - Formatos: LP                           | 2                           | –                           |
| 1981 | Technodelic - Lançamento: 21 de Novembro de 1981 - Gravadora: Alfa Records - Formatos: LP                | 4                           | –                           |
| 1983 | Naughty Boys - Lançamento: 24 de Maio de 1983 - Gravadora: Alfa Records - Formatos: LP                   | 1                           | –                           |
| 1983 | Service - Lançamento: 14 de Dezembro de 1983 - Gravadora: Alfa Records - Formatos: LP                    | 5                           | –                           |
| 1993 | Technodon - Lançamneto: 26 de Maio de 1993 - Gravadora: Toshiba EMI - Formatos: LP                       | 2                           | –                           |

## Álbuns ao vivo
| Ano  | Detalhes dos álbuns | Posições de pico no gráfico |
| Ano  | Detalhes dos álbuns | JP                          |
| ---- | --- | --------------------------- |
| 1980 | Public Pressure - Lançamento: 21 de Fevereiro de 1980 - Gravadora: Alfa Records - Formatos: LP                                           | 1                           |
| 1984 | After Service - Lançamento: 22 de Fevereiro de 1984 - Gravadora: Alfa Records - Formatos: LP                                             | 2                           |
| 1991 | Faker Holic - Lançamento: 1991 - Gravadora: Alfa Records - Formatos: CD                                                                  | 50                          |
| 1992 | Complete Service - Lançamneto: 1992 - Gravadora: Alfa Records - Formatos: CD                                                             | 37                          |
| 1993 | Technodon Live - Lançamento: 1993 - Gravadora: Alfa Records - Formatos: CD                                                               | 12                          |
| 1993 | Live At The Budokan 1980 - Lançamento: 1993 - Gravadora: Alfa Records - Formatos: CD                                                     | 87                          |
| 1993 | Live At Kinokuni-Ya Hall 1978 - Lançamento: 1993 - Gravadora: Alfa Records - Formatos: CD                                                | 55                          |
| 1995 | Winter Live 1981 - Lançamento: 1995 - Gravadora: Alfa Records - Formatos: CD                                                             | –                           |
| 1996 | World Tour 1980 - Lançamento: 1996 - Gravadora: Alfa Records - Formatos: CD                                                              | 59                          |
| 1997 | Live At The Greek Theatre 1979 - Lançamento: 1997 - Gravadora: Alfa Records - Formatos: CD                                               | –                           |
| 2000 | One More YMO - Lançamento: 2000 - Gravadora: Alfa Records - Formatos: CD, digital download                                               | –                           |
| 2008 | Euymo – Yellow Magic Orchestra Live in London + Gijon 2008 - Lançamento: 2008 - Gravadora: Alfa Records - Formatos: CD, digital download | –                           |
| 2008 | LONDONYMO - Yellow Magic Orchestra Live in London 15/6 08 - Lançamento: 2008 - Gravadora: Alfa Records - Formatos: CD, digital download  | –                           |
| 2008 | Gijonymo – Yellow Magic Orchestra Live in Gijon 19/6 08 - Lançamento: 2008 - Gravadora: Alfa Records - Formatos: CD, digital download    | –                           |
| 2015 | No Nukes 2012 - Lançamento: 2015 - Gravadora: Alfa Records - Formatos: CD, digital download                                              | –                           |

## Singles
| Ano  | Nome                                                | Posição Máxima nos charts | Posição Máxima nos charts | Posição Máxima nos charts | Álbum                  |
| Ano  | Nome                                                | JP                        | US                        | UK                        | Álbum                  |
| ---- | --------------------------------------------------- | ------------------------- | ------------------------- | ------------------------- | ---------------------- |
| 1978 | "Firecracker"                                       | –                         | –                         | –                         | Yellow Magic Orchestra |
| 1978 | "Yellow Magic (Tong Poo)"                           | –                         | –                         | –                         | Yellow Magic Orchestra |
| 1979 | "Computer Game"                                     | –                         | 60                        | 17                        | Yellow Magic Orchestra |
| 1979 | "Cosmic Surfin"                                     | –                         | –                         | –                         | Yellow Magic Orchestra |
| 1979 | "La Femme Chinoise"                                 | –                         | –                         | –                         | Yellow Magic Orchestra |
| 1979 | "Technopolis"                                       | 9                         | –                         | –                         | Solid State Survivor   |
| 1979 | "Behind the Mask"                                   | –                         | –                         | –                         | Solid State Survivor   |
| 1980 | "Rydeen"                                            | 15                        | –                         | –                         | Solid State Survivor   |
| 1980 | "Tighten Up (Japanese Gentlemen Stand Up Please)"   | 43                        | –                         | –                         | ×∞ Multiplies          |
| 1981 | "Cue"                                               | –                         | –                         | –                         | BGM                    |
| 1981 | "Mass"                                              | –                         | –                         | –                         | BGM                    |
| 1982 | "Taiso"                                             | –                         | –                         | –                         | Technodelic            |
| 1982 | "Pure Jam"                                          | –                         | –                         | –                         | Technodelic            |
| 1983 | "Kimi ni Mune Kyun"                                 | 2                         | –                         | –                         | Naughty Boys           |
| 1983 | "Ishin Denshin (You've Got To Help Yourself)"       | 23                        | –                         | –                         | Service                |
| 1983 | "The Spirit of Techno / Kageki na Shukujo"          | 15                        | –                         | –                         | After Service          |
| 1984 | "Every Time I Look Around (I Hear The Madmen Call)" | –                         | –                         | –                         | Service                |
| 1993 | "Pocketful of Rainbows"                             | 13                        | –                         | –                         | Technodon              |
| 1993 | "Be A Superman"                                     | 76                        | –                         | –                         | Technodon              |
| 2007 | "Rescue / Rydeen 79/07"                             | –                         | –                         | –                         | Single sem álbum       |
| 2008 | "The City of Light / Tokyo Town Pages"              | –                         | –                         | –                         | Single sem álbum       |
| 2009 | "Good Morning, Good Night"                          | –                         | –                         | –                         | Single sem álbum       |

## Links externos
- Magic Orchestra Discografia de Yellow Magic Orchestra (em inglês) no Discogs

1. 1 2  «Yellow Magic Orchestra (Albums)» (em japonês). Yamachan Land (Oricon archives). Consultado em 1 de junho de 2011 (Translation)
2. ↑  «Yellow Magic Orchestra: Billboard Albums». Allmusic. Consultado em 25 de maio de 2011
3. ↑  «Yellow Magic Orchestra Songs, Albums, Reviews,...». AllMusic (em inglês). Consultado em 18 de junho de 2024